# Anjangoveratra
Anjangoveratra is een plaats en commune in het noorden van Madagaskar, behorend tot het district Sambava dat gelegen is in de regio Sava. Een volkstelling in 2001 telde het inwonersaantal op 16.099.
De plaats biedt alleen lager onderwijs en beperkt middelbaar onderwijs aan. 98,5% van de bevolking werkt er als landbouwer en 1% doet aan veeteelt. Het belangrijkste landbouwproduct is vanille, andere belangrijke producten zijn ananas en rijst. Verder is 0,5% actief in de dienstensector.